# Condados y Ducados de Alenzón
La posición de la ciudad de Alenzón (en francés: Alençon), sobre el límite de la Normandía y el Maine (provincia), a corta distancia del Perche y aun de Bretaña apremiaba su fortificación en la Edad Media, y por eso Alenzón y la línea que parte de ella para encaminarse a las fronteras de la Bretaña y a la costa marítima, fueron desde muy pronto pertrechadas de buenas fortificaciones como las de Alenzón, de San Ceneri, de Domfront y de Mortrin.

## Familia de los Beleme
Los primeros señores de Alenzón fueron condes de Beleme, y después Ivo de Creil, el cual de conde de Beleme, vino a ser por los años 941, conde de Alenzón, territorio que hasta entonces había tenido poca elevación: así es que la Perche y Alenzón que englobaban toda la diócesis de Séez, fueron juntados bajo la misma mano.

## Condes de Alenzón
Cinco condes de Alenzón procedieron de la familia de Bellême: Ivo de Creil, Guillermo I, Roberto I, Guillermo II y Arnolfo, y por gratificación de sus servicios, el primero de estos señores percibió del duque de Normandía, Ricardo I de Normandía, el Territorio de Alenzón y el de Domfront (Oise).
Guillermo I Talvas se enemistó con el favorecedor de su padre, siendo vencido y tomado Alenzón el año de 1028, y los restos de su sepulcro se veían en Domfront.
El conde Roberto I fue asesinado en su prisión por los años de 1033, y bajo Guillermo II Alenzón y Domfront, cayeron bajo el dominio de Godofredo Martel, conde de Anjou.
Mabel, hija de Guillermo, habiendo contraído matrimonio con Roger II de Montgomery, los señoríos de Alenzón y de Domfront pasaron a esta Casa muy insigne por carencia de herederos del conde Artolfo, y así la Casa de Montgomery sustituyó a la Bellême.
Rogerio descolló osadamente en la batalla de Hastings (1066) que colocó la corona de Inglaterra en la testa de Guillermo el Conquistador, duque de Normandía, y relevó a Roberto II de Beleme, porque entonces esta ciudad era la más notable del condado, y habiéndose contrariado con Enrique I, duque de Normandía y rey de Inglaterra, que le había usurpado a Domfront, fue vencido y echado en la prisión de Verham, en Inglaterra, donde acabó desgraciadamente sus días.
Guillermo III, unió al título de su madre el de conde de Ponthieu, a los que ya detentaba, y a su regreso de la Cruzada de 1147, murió en Alenzón el 29 de junio de 1172, y más tarde el conde Juan I falleció en 24 de febrero de 1191.
Roberto III, su hermano, acompañó a Ricardo Corazón de León a Palestina, y luego obedeció a Felipe II de Francia, y la rama de los Mot-Gómeri finalizó con Roberto Iv y entonces Felipe Augusto aglutinó a la corona el condado de Alenzón en 1219.

## Nueva dinastía
Luis IX de Francia habiendo entregado este señorío por recompensa a su quinto hijo, la rama de los condes de Alenzón-Valois dio origen a una nueva dinastía:
- Pedro I hizo con su progenitor la campaña de Túnez y murió sin descendencia
- Su hermano Felipe el Atrevido dispuso de Alenzón en favor de su tercer hijo Carlos I en marzo de 1284, quien falleció en 1325
- Al anterior le sucedió su vástago Carlos II quien feneció en la Batalla de Crécy, 1346, y viene más tarde Carlos III y Pedro III

## Ducado
Juan III tomó el nombre de duque cuando Alenzón fue establecido en ducado-pairia, en 1 de enero de 1414, y falleció más adelante en 1415 en la batalla de Azincourt.
Juan IV despuntó en la guerra contra Inglaterra y murió prisionero en Londres en 1476.
Renato, cargado también de hierros, expiró en 1492, había tenido por mujer a Margarita de Lorena, que le sobrevivió treinta años.
Su hijo Carlos IV se casó con la distinguida Margarita de Valois, que le perdió en 1524, y conservó el ducado de Alenzón hasta el fin de sus días, por una atención de su hermano Francisco I de Francia, su hermano
La célebre Catalina de Médici fue durante cierto tiempo duquesa de Alenzón título de que dispuso en 1566 Carlos IX de Francia, en favor de su hermano Francisco, y a su muerte en 1584 fue incorporado a la Corona.
En 1612, María de Médici habiendo reintegrado lo que era debido al duque de Wurtemberg, disfrutó de esta posesión desde este mismo año, y a su muerte Gaston, hermano de Luis XIII de Francia, tuvo en su parte el ducado de Alenzón, y su segunda mujer Isabel de Orleans, Señorita de Alenzón, el cual llevó algún tiempo
El último duque fue Luis Estalinao Javier, hermano del rey, que nació en 1755 y murió en el trono de París en 16 de septiembre de 1824.